# Vittefleur
Vittefleur é uma comuna francesa na região administrativa da Normandia, no departamento de Sena Marítimo. Estende-se por uma área de 8,17 km². Em 2010 a comuna tinha 661 habitantes (densidade: 80,9 hab./km²).